# Mattia Torre
Pour les articles homonymes, voir Torre.
Mattia Torre (né à Rome le 10 juin 1972 et mort dans la même ville le 19 juillet 2019) est un scénariste, dramaturge et metteur en scène italien. Il a écrit, avec Luca Vendruscolo et Giacomo Ciarrapico, la série télévisée Boris, qui a remporté en 2008 le prix Saint-Vincent de fiction et la Telegrolla d'oro du meilleur sujet.

## Biographie
Mattia Torre s'est formé dans l'environnement théâtral Capitolin, où il a rencontré le réalisateur et scénariste  Giacomo Ciarrapico (it). Avec lui, au début des années 1990, il est l'auteur de comédies théâtrales comme L'ufficio, Io non c'entro ,  Tutto a posto  et  Piccole anime. La version cinématographique de cette dernière œuvre est distribuée dans les salles en 1998.
En 2000, il publie un livre sous la forme d'un journal intime intitulé  Faleminderit Aprile '99 Albania durante la guerra. Le livre raconte un voyage en Albanie quelques semaines après la guerre du Kosovo. En 2002, il écrit avec Luca Vendruscolo (it) le long métrage Piovono mucche, qui remporte le premio Solinas (it) pour le scénario. En 2003, il est aux côtés de 
Valerio Aprea (it), auteur du monologue théâtral  In mezzo al mare. De 2004 à 2011, il  écrit le programme télévisé Parla con me, conçu par Serena Dandini. En 2005, il est l'auteur de la production théâtrale Migliore, interprétée par Valerio Mastandrea. Un an plus tard, en 2006, il écrit un épisode de I Cesaroni. De 2007 à 2010, avec Luca Vendruscolo et Giacomo Ciarrapico, il écrit la série télévisée Boris et, plus tard, toujours avec Vendruscolo et Ciarrapico, il écrit et réalise le long métrage homonyme basé sur la série, distribué au cinéma en 2011.
Également en 2011, il est retourné au théâtre avec la pièce 456, dont il a également fait la suite télévisée pour LA7, dans le programme d'Andrea Salerno et Serena Dandini. En 2014, avec Ciarrapico et Vendruscolo, il écrit et réalise le film  Ogni maledetto Natale. En 2016, il est l'auteur de la série télévisée  Dov'è Mario? avec Corrado Guzzanti. Le 6 janvier 2018, la série Linea verticale a été publiée sur Rai Play, basée sur le livre du même nom, également écrit par Mattia Torre. Il a écrit le scénario du film en préparation nommé Figli. 
Mattia Torre est mort le 19 juillet 2019 à l'âge de 47 ans après une longue maladie.

## Filmographie
- 1998 : Piccole anime (scénario)
- 1999 : Baldini e Simoni (scénario)
- 2003 : Piovono mucche (scénario et acteur)
- 2006 : Sampras  (scénario)
- 2006 : Buttafuori (scénario, série télévisée)
- 2007 : Boris (série télévisée) (scénario et réalisation de la seconde série)
- 2010 : Boris (film, scénario).
- 2014 : Ogni maledetto Natale  (scénario)
- 2017 : Il grande salto (scénario[3])
- 2018 : La linea verticale (scénario, série télévisée)
- 2020 : Figli (scénario)

## Distinction
- David di Donatello 2021 : Meilleur scénario original pour Figli